# Placyd Franciszek Izbiński

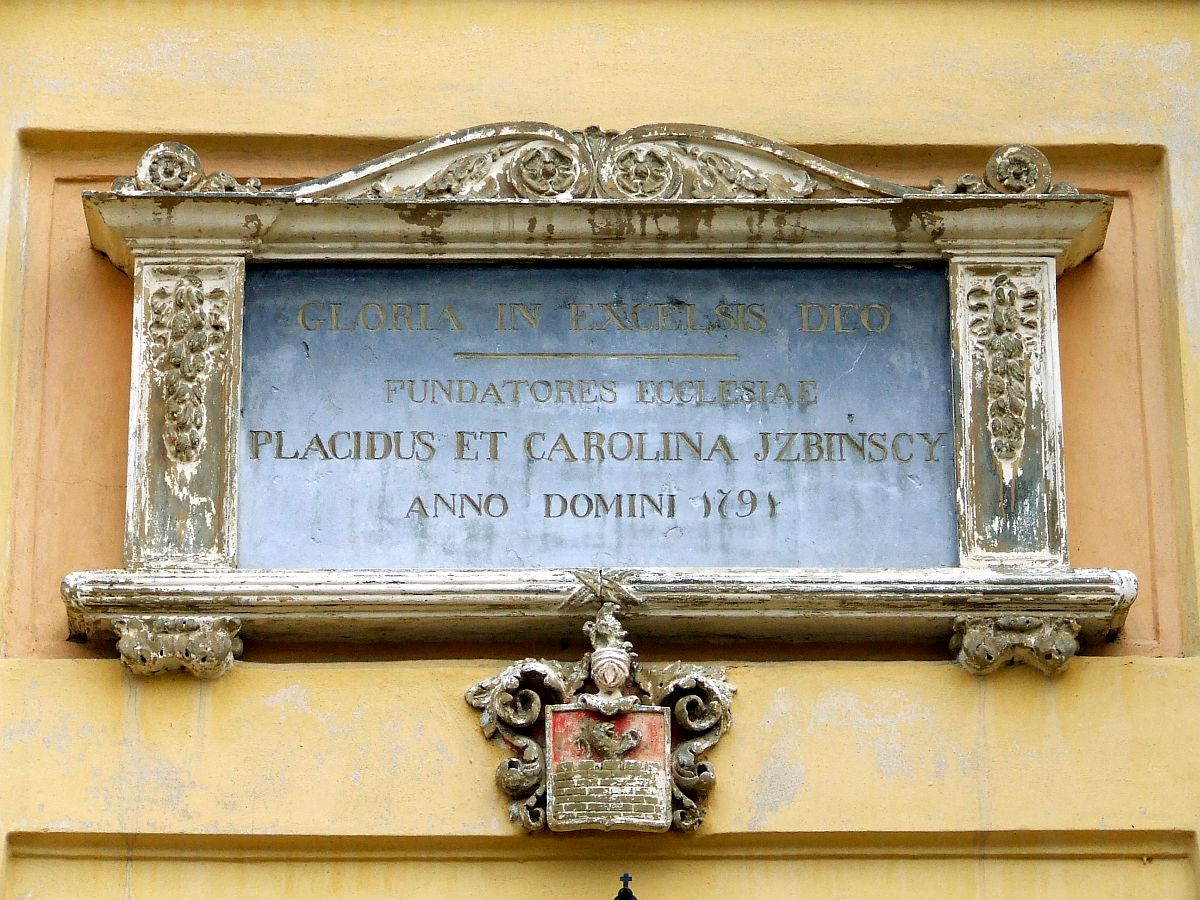
Tablica fundacyjna Izbińskich na kościele św. Anny w Zaborowie

Placyd Franciszek Izbiński herbu Prawdzic (ur. ok. 1746, zm. 14 lipca 1819 w Warszawie) – podstoli mszczonowski w 1788 roku, łowczy mszczonowski w 1785 roku, miecznik mszczonowski, porucznik Gwardii w 1779 roku, konsyliarz konfederacji targowickiej ziemi warszawskiej, sędzia ziemiański warszawski, sędzia Sądu Kryminalnego Księstwa Mazowieckiego w czasie insurekcji kościuszkowskiej, komisarz porządkowy Księstwa Mazowieckiego. 
Był synem Józefa Izbińskiego, łowczego i pisarza grodzkiego sochaczewskiego, oraz Magdaleny z Kretkowskich h. Dołęga. Ożenił się z Karoliną z Czempińskich h. Lew z Laurem, córką Jana Baptysty Czempińskiego, lekarza i sekretarza królewskiego. Mieli razem dwóch synów: Kazimierza i Adama, oraz córkę Mariannę primo voto Wodzińską secundo voto Siemianowską.
Wraz z żoną był fundatorem kościoła św. Anny w Zaborowie.